# Espectroscopia de fuerza
La fuerza espectroscópica es una técnica analítica  dinámica que permite el estudio de las propiedades de las moléculas de polímero o Proteína, o enlaces químicos. Es realizado al ponerse el sistema bajo escrutinio con fuerzas controladas. Como la técnica Single-molecule, a diferencia de las típicas espectroscopias de conjunto, le permite a un investigador determinar las propiedades de la molécula que está bajo estudio. En particular, los  raros acontecimientos como cambios conformacionales, los cuales son enmascarados en un conjunto, pueden ser observados.
El nombre “Fuerza espectroscópica”, aunque en la comunidad científica es utilizada frecuentemente, es en cierta forma malentendida, porque no hay una verdadera interacción de  matter-radiation interaction. La fuerza espectroscópica mide el comportamiento de una molécula bajo la mecánica de una fuerza de torsión o estiramiento. De esta manera una buena parte se aprendió en años recientes sobre las parejas mecano-químicas en las enzimas responsables de las contracciones de los músculos, transporte de células, generación de energía (F1-ATPase), recopilación y transcripción de ADN  (Polimerasas), desatar y desenrollar ADN (Topoisomerasas y helicasas), y así sucesivamente.

## Técnicas experimentales
Hay muchas maneras de manipular moléculas simples correctamente. Prominente por encima de las pinzas ópticas o magnéticas y la fuerza atómica-microscópica de vigas. En todas estas técnicas, una biomolécula, como la proteína o el ADN, o algún otro biopolímero tiene un final atado a un a superficie y el otro a un sensor de fuerza. La fuerza de sensor usualmente esta en escala micrométrica de realce,  su desplazamiento puede ser medido para determinar la fuerza.

### Fuerza atómica-microscópica de vigas
Las moléculas absorbidas en una superficie son recogidas por una punta microscópica (Nanómetros) que está localizada en el final de la viga elástica. En una versión más sofisticada de este experimento (Fuerza química microscópica)  los puntas funcionan convenientemente  con las moléculas de interés. Entonces, Un control piezoeléctrico empuja la viga. Si alguna fuerza está actuando sobre la viga elástica (por ejemplo alguna molécula está siendo estirada entre la superficie y la punta), esto ascenderá (fuerza repulsiva) o descenderá (fuerza atractiva). Según la ley de Hooke, esta desviación será proporcional a la fuerza que actúa sobre la viga. La desviación es medida por la posición de un rayo láser reflejado por la viga. Esta clase de estructuración puede medir fuerzas bajas de 10 PN (10−11 N), y no puede alcanzar la  máxima resolución sólo debido al ruido termal. La supuesta curva de fuerza  es el gráfico de fuerza (o más con precisión, de desviación de viga) contra la posición piezoeléctrica sobre el eje de Z. Un ideal de Hooke, por ejemplo, mostraría una curva de fuerza directa diagonal. Típicamente las curvas de fuerza observadas en los experimentos de espectroscopia de fuerza consisten en un contacto (la diagonal) la región donde la sonda se pone en contacto con la superficie de la muestra, y una región de no contacto donde la sonda está fuera de la superficie de la muestra. Cuando la fuerza de restaurada de la viga excede la adherencia de la muestra de punta fuerzan la sonda salta del contacto, y la magnitud de este salto es a menudo  usada como una medida de fuerza de adherencia o la fuerza de ruptura. En general la ruptura de una muestra de punta superficial  es un proceso estocástico; la cuantificación por lo tanto confiable de la fuerza de adherencia requiere múltiples curvas de fuerza individuales. El histograma de las fuerzas de adherencia obtenidas en estas múltiples medidas proporciona la salida de datos principal para la medida de espectroscopia de fuerza.
Muy a menudo los investigadores repiten las medidas como una función del vínculo de velocidad. La gráfica resultante con la fuerza de ruptura promedia del vínculo de velocidad es llamado Fuerza de espectro  y forma las principales características para la Fuerza dinámica de espectroscopia. En el caso ideal de una barrera de energía sola aguda para las interacciones de la muestra de punta la fuerza de espectro dinámico mostrará un aumento lineal de la fuerza de ruptura como función del logaritmo del vínculo de velocidades. La pendiente de la línea es igual a   {\displaystyle {\frac {k_{B}T}{x_{\beta }}}}   donde {\displaystyle x_{\beta }}   es la distancia desde la energía mínima hacia el estado de transición.

### Pinzas ópticas
Otra técnica que ha estado ganando campo para unos experimentos de una sola molécula es el uso de las pinzas ópticas para aplicar fuerzas mecánicas en las moléculas. Un rayo láser fuerte enfocado tiene la capacidad de coger y sostener partículas (de material dieléctrico) en una gama de tamaño de nanómetros a micrómetros. La acción de atrapar de  las pinzas ópticas es resultado de la fuerza de gradiente dipolar u óptica sobre la esfera dieléctrica. La técnica de usar un rayo láser enfocado como una trampa de átomo primero fue aplicada en los  laboratorios de Bell en 1984. Hasta entonces los experimentos habían sido realizados usando láseres opuestos dirigidos, como el medio de atrapar partículas. Experimentos posteriores, en el mismo proyecto en los laboratorios de Bell  y otros desde entonces, mostraron la manipulación sin daño sobre células que usan un láser infrarrojo. Así, el campo  fue hecho  para experimentos biológicos con el atrapar óptico.
Cada técnica tiene sus propias ventajas y desventajas. Por ejemplo, AFM de vigas, puede medir la escala de angstrom, acontecimientos de milisegundo y fuerzas más grandes que 10 PN. Mientras que los  micros fibras de cristal no pueden alcanzar tal resolución fina espacial y temporal, ellos pueden medir fuerzas de pico newton. Las pinzas ópticas permiten la medida de fuerzas de pico newton y los desplazamientos de nanómetro que son una gama ideal para muchos experimentos biológicos. Las pinzas magnéticas pueden medir fuerzas de femtonewton, y además ellos también pueden ser usados para aplicar torsión.

## Aplicaciones
Los usos comunes de fuerza espectroscópica  son las medidas de elasticidad de polímero, sobre todo biopolímeros como el ARN y el ADN. Otro uso apasionante biofísico de fuerza espectroscópica de polímero es el desdoblamiento de proteína. Proteínas modulares pueden ser adsorbidas a una superficie de oro (o más raras veces) de mica y luego estiradas. El desdoblamiento secuencial de módulos es observado como un modelo muy característico cerrado de la fuerza contra el gráfico de elongación; cada diente corresponde al desdoblamiento de un módulo de proteína solo (aparte del último que es generalmente la separación de la molécula de proteína de la punta) mucha información sobre la elasticidad de proteína y el desdoblamiento de proteína puede ser obtenida por esta técnica. Esto es aún más interesante si consideramos el hecho que muchas proteínas en la célula viva deben afrontar la tensión mecánica.
Otro uso principal de la fuerza espectroscópica  es el estudio de la resistencia mecánica de vínculos químicos. En este caso generalmente, la punta funciona  ligando una molécula que ata a otra molécula  a la superficie. La punta es seguida adelante la superficie, teniendo el contacto en cuenta entre las dos moléculas, y luego retraída hasta que la obligación recién formada se rompa. La fuerza en la cual el vínculo se rompe es medida. Debido a que  la rotura mecánica es un proceso cinético, estocástico, la fuerza que se rompe no es un parámetro absoluto, pero esto es una función tanto de temperatura como de escarda de la velocidad. Temperaturas bajas y altas velocidades corresponden a fuerzas de rotura más altas. Para el análisis cuidadoso de la fuerza donde  se rompe en varias velocidades, es posible trazar un mapa del paisaje de energía del vínculo químico bajo la fuerza mecánica. Esto conduce a resultados interesantes en el estudio de un anticuerpo antígeno, proteína- proteína, la interacción de célula que vive proteína y  atrapar enlaces.